# Frie Grønne
Frie Grønne (deutsch Freie Grüne; offiziell Frie Grønne - Danmarks nye venstrefløjsparti, deutsch Freie Grüne - Dänemarks neue Linkspartei) ist eine politische Partei in Dänemark. Die Partei beschreibt sich als Dänemarks „Partei für Antirassismus und Klimaverantwortung“ und vereint grüne und linke Positionen. Der Parteivorsitzende ist Sikandar Siddique.

## Ziele
Die Partei fasst ihre Politik wie folgt zusammen: Die Natur ist heilig; Vielfalt ist der Sauerstoff der Gesellschaft; Kunst und Kultur sind die Seele der Gesellschaft; die Zivilgesellschaft ist das Immunsystem der Demokratie; und die Wirtschaft der Zukunft ist grün, feministisch und demokratisch.

## Geschichte
Die Partei wurde im Jahr 2020 von ehemaligen Alternativet-Mitgliedern gegründet, darunter die drei Folketingsabgeordneten Sikandar Siddique, Susanne Zimmer und Uffe Elbæk sowie dem Mitglied der Bürgervertretung von Kopenhagen Niko Grünfeld, die mit dem Kurs der neuen Alternativet-Parteichefin Josephine Fock unzufrieden waren. Durch Parteiübertritt besetzte die Partei unmittelbar drei Sitze im dänischen Parlament, dem Folketing. Siddique wurde nach Gründung erster Parteichef.

## Wahlergebnisse
| Jahr | Wahl                | Stimmen | Prozent | Mandate |
| ---- | ------------------- | ------- | ------- | ------- |
| 2022 | Folketingswahl 2022 | 31.787  | 0,9 %   | 0/179   |